# 碧い瞳のエリス
「碧い瞳のエリス」（あおいひとみのエリス）は、日本のロックバンドである安全地帯の楽曲。
1985年10月1日にKitty Recordsから10枚目のシングルとしてリリースされた。前作「悲しみにさよなら」（1985年）よりおよそ3か月ぶりにリリースされたシングルであり、作詞は松井五郎、作曲は玉置浩二、編曲は安全地帯および星勝が担当している。
表題曲は、大王製紙「エリス キングコング篇」のコマーシャルソングとして使用され、玉置がCMに初出演し、ピンク色のキングコングから人間へと変身する姿を見せた。CMのキャッチコピーは「エリスは、安全地帯。」。オリコンシングルチャートでは最高位2位となったが、TBS系音楽番組『ザ・ベストテン』（1978年 - 1989年）では5週連続1位を獲得した。

## 音楽性と歌詞
本作はヒット曲となった「ワインレッドの心」（1983年）のリリース以前にすでに原型が制作されており、安全地帯がアマチュア時代に制作した曲は全く売れなかったため、玉置が苦心の末に一気に制作した「ワインレッドの心」、「恋の予感」（1984年）、「プルシアンブルーの肖像」（1986年）などの楽曲の中の1曲であった。
音楽情報サイト『CDジャーナル』では、陽炎を見ている内に吸い込まれそうになる感覚のような「メランコリックな響き」を感じさせる楽曲であると表記しており、不鮮明で空虚な心を描いた歌詞を聴いていることで「どこか違う場所へ運ばれてしまいそう」と表現している。ベスト・アルバム『ALL TIME BEST』（2017年）の楽曲解説では、本作のメロディーに関して「童謡のようなシンプルで繊細」なものであると表現し、美しさのある詩的な歌詞と玉置の優しく切ない声により「儚く、メランコリックな響きを感じさせてくれる」と表現している。本作はギター担当の矢萩渉がベースを、ベース担当の六土開正がピアノを演奏している。
1985年2月、玉置は女優である石原真理子と不倫関係にあることが報道される。これを受けて同年2月13日にTBSテレビのスタジオにて石原が記者会見を開き、不倫関係にあることを認めた上で涙を流しながら「小学校の時と同じように、無防備な恋をしています」と発言した。松井は石原が玉置からの愛情を確信していると考え、本作の歌詞を制作している。

## リリース、チャート成績
本作は1985年10月1日にKitty Recordsより10枚目のシングルとして7インチレコードにてリリースされた。本作は大王製紙「エリエール エリス」のコマーシャルソングとして使用され、玉置本人もCMに出演した。生理用品のCMに男性が起用されることは珍しく、ベスト・アルバム『ALL TIME BEST』の楽曲解説では「安全地帯の、玉置の人気ぶりがうかがえる」と記している。1988年12月10日には8センチCDとして再リリースされた。
本作を収録したシングル盤は、オリコンシングルチャートにおいて最高位第2位、登場週数は18回で売り上げ枚数は38.8万枚となった。本作の売り上げ枚数は安全地帯のシングル売上ランキングにおいて第4位となった。
TBS系音楽番組『ザ・ベストテン』（1978年 - 1989年）では前作の「悲しみにさよなら」（1985年）と入れ替わりで10月17日から10週連続ランクインし、10月24日からは5週連続1位を獲得した。安全地帯としては「悲しみにさよなら」からこの曲にかけて、23週間連続で同番組においてランクインすることとなった。5週連続1位を獲得した時の番組出演では、数百本のろうそくに囲まれた幻想的なセットになっていた。
第18回の「日本有線大賞」では前年度の「恋の予感」（1984年）に続き、有線音楽賞を受賞している。

## メディアでの使用
| # | 曲名               | タイアップ                                         | 出典   |
| - | ------------------ | -------------------------------------------------- | ------ |
| 1 | 「碧い瞳のエリス」 | 大王製紙『エリス キングコング篇』CMソング          | [ 12 ] |
| 1 | 「碧い瞳のエリス」 | フジテレビ系テレビアニメ『めぞん一刻』第19話挿入歌 |        |

## カバー

### 日本語バージョン
- 金澤豊 - ソロ・デビューシングル（2020年）としてリリース。
- タカハシシノブ - シングル（2011年）としてリリース。
- Nimo - カバー・アルバム『RHAPSODIA～Dolce Vita～』（2015年）に収録[13]。
- 森川美穂 - カバー・アルバム『another Face - tribute to Goro Matsui + Koji Tamaki -』（2019年）に収録。

### 中国語バージョン
- 李克勤（英語版） - 広東語バージョン、「癡情意外」のタイトルでアルバム『復克』（2013年）に収録。
- プリシラ・チャン（陳慧嫻） - 広東語バージョン、「癡情意外」のタイトルでアルバム『revolt』（1986年）に収録。また、北京語バージョンはアルバム『傻女』（1988年）に収録。
- 楊宗憲（英語版） - 閩南語バージョン、「愛你永遠不停止」のタイトルでアルバム『轉音1』（1993年）に収録。
- 露雲娜（中国語版） - 広東語バージョン、「癡情意外」のタイトルでアルバム『酒紅色的心』（2017年）に収録。

## シングル収録曲
| 全作詞: 松井五郎、全作曲: 玉置浩二、全編曲: 安全地帯、星勝。 |                            |          |            |      |
| #                                                            | タイトル                   | 作詞     | 作曲・編曲 | 時間 |
| 1.                                                           | 「碧い瞳のエリス」         | 松井五郎 | 玉置浩二   | 4:07 |
| 2.                                                           | 「彼女は何かを知っている」 | 松井五郎 | 玉置浩二   | 3:29 |
| 合計時間:                                                    | 合計時間:                  | 7:36     |            |      |

## リリース日一覧
| No. | リリース日     | レーベル                 | 規格         | カタログ番号 | 最高順位 | 備考                                          |
| --- | -------------- | ------------------------ | ------------ | ------------ | -------- | --------------------------------------------- |
| 1   | 1985年10月1日  | Kitty Records            | 7インチ      | 7DS 0110     | 2位      |                                               |
| 2   | 1988年12月10日 | Kitty Records            | 8センチCD    | H10K-30039   | -        |                                               |
| 3   | 2015年8月26日  | ユニバーサルミュージック | ハイレゾFLAC | -            | -        | デジタル・ダウンロード、「恋の予感」との両A面 |

## 収録アルバム
「碧い瞳のエリス」
- スタジオ音源
  - 『安全地帯IV』（1985年）
  - 『I Love Youからはじめよう -安全地帯BEST-』（1988年）
  - 『「めぞん一刻」コンプリート・ミュージック・ボックス』（1994年）
  - 『安全地帯 テーマソングス』（1995年）
  - 『THE VERY BEST of 安全地帯』（2001年）
  - 『Goro Matsui & Koji Tamaki Ballad Collection -Only You-』（2002年）
  - 『安全地帯 COMPLETE BEST』（2005年）
  - 『安全地帯 ゴールデン☆ベスト』（2006年）
  - 『安全地帯 Hits』（2010年） - リアレンジ及びリレコーデングにて収録。
  - 『ALL TIME BEST』（2017年）
  - 『THE BEST ALBUM 40th ANNIVERSARY 〜あの頃へ〜』（2022年）

- ライブ音源
  - 『ONE NIGHT THEATER 1985』（1998年）
  - 『安全地帯VI LIVE 〜月に濡れたふたり〜』（2005年）
  - 『安全地帯 “完全復活” コンサートツアー2010 Special at 日本武道館 〜Start & Hits〜「またね…。」』（2010年）
  - 『安全地帯 IN 甲子園球場「さよならゲーム」』（2020年）
  - 『安全地帯 ALL TIME BEST「35」〜35th Anniversary Tour 2017〜LIVE IN 日本武道館』（2022年）

「彼女は何かを知っている」
- 『安全地帯IV』（1985年）
- 『ONE NIGHT THEATER 1985』（1998年） - ライブ・バージョンを収録。
- 『安全地帯/玉置浩二 ベスト』（1994年）